# 艾伦·希利
艾伦·希利（英語：Alan Shealy，1953年8月15日—），美国男子赛艇运动员。他曾代表美国参加1975年和1979年泛美运动会赛艇比赛，获得一枚金牌和一枚铜牌。他也参加了1976年夏季奥运会。